# Высокая проба
«Высокая проба» — советский трёхсерийный художественный фильм, снятый в 1983 году на киностудии «Ленфильм» режиссёром Игорем Усовым по мотивам романа Евгения Воеводина «Своя вина».

## Сюжет
Сергей Николаевич Ильин, начальник литейного цеха, выдвигает план реорганизации работы, который находит как тех, кто его поддерживает, так и тех, кто выступает против него.

## В ролях
- Анатолий Кузнецов — Ильин
- Сергей Еромирцев — Ильин в детстве
- Ада Роговцева — Ольга
- Наталья Симонова — Ольга в детстве
- Ирина Губанова — Надежда
- Евгений Меньшов — Коптюгов
- Татьяна Лаврентьева — Нина
- Александр Самойлов — Будиловский
- Валерий Захарьев — Усвятцев
- Виктор Сибилёв — Сергей
- Александр Пашутин — Малыгин
- Юрий Башков — Штоков
- Витаутас Паукште — Воол
- Алексей Булдаков — Бусловин
- Станислав Ландграф — Званцев
- Юрий Лазарев — Нечаев
- Николай Волков — Заостровцев
- Юрий Медведев — Чиркин
- Екатерина Зинченко — Чиркина
- Владимир Самойлов — Муравьёв

## Съёмочная группа
- Режиссёр: Игорь Усов
- Сценарист: Арнольд Витоль
- Оператор: Ростислав Давыдов
- Художник: Игорь Вускович
- Композитор: Ольга Петрова
- Звукорежиссёр: Григорий Эльберт

## Рецензии
- Авдеенко А. Суть дела // Советская культура. — 1985. — 28 мая (№ 64). — С. 2.